# Georg Jacob Kehr
Georg Jacob Kehr (27 juillet 1692, Schleusingen — 5 mai 1740, Saint-Pétersbourg) est un orientaliste et un numismate allemand ayant travaillé en Russie.

## Biographie

### Études
Il étudie à l'Université de Halle et soutient en 1722 sa dissertation de magistère à l'Université de Leipzig. Il devient un spécialiste d'arabe, de persan et de turc.

### Enseignant au Collège des Affaires étrangères
Invité à travailler en Russie, à l'initiative du vice-chancelier Andreï Osterman auprès de l'ambassadeur de Russie à Berlin, MP Bestoujev-Rioumine (Михаи́л Петро́вич Бесту́жев-Рю́мин), il arrive à Saint-Pétersbourg en janvier 1732 et signe en mars son engagement dans le Collège des Affaires étrangères russes.
En juin 1732, il prend en charge 6 élèves de l’Académie slavo-gréco-latine, mais leur mission n’est pas bien définie, et rattachée officiellement au service des courriers. Deux de ces élèves seront envoyés en Perse, les quatre autres enverront en 1737 un courrier de protestation pour être relevés de leur apprentissage, mettant fin à cette première tentative d’une école de langues orientales en Russie. Un de ses projets de 1733 était intitulé Academia vel Societas scientiarum atque linguarum orientalium in Imperii Ruthenici emolumentum et gloriam instaurandai. Il préfigurait le projet d’Ouvarov d’une « Académie asiatique » (1810), un siècle plus tard. Dans le projet de Kehr, les étudiants sont sélectionnés jeunes pour être formés en langue, avec une orientation pratique pour le service des ambassades en Perse et à la Porte. Kehr souligne également l’importance de l’étude des Chroniques arabes, perses, turques et tatares pour aborder les origines de l’histoire russe.

### Traducteur et numismate
Nommé traducteur au Collège des Affaires étrangères en 1732, il se consacre donc parallèlement et ultérieurement à la traduction de documents diplomatiques et d'auteurs occidentaux pour le compte de l'Académie des sciences de Russie. En 1735, il est invité par l'Académie des sciences de Russie à dresser le catalogue de 4000 pièces de monnaie "tatares" des collections de la Kunstkamera. Le catalogue numismatique et d'autres documents se trouvent au GRADA (Российский государственный архив древних актов) de Moscou. Les traductions et d'autres documents orientalistes se trouvent aux archives du Institut des manuscrits orientaux (Saint-Pétersbourg) (fond 26).
Sans toutefois avoir réussi à fonder une tradition d'études, il joue un rôle de pionnier dans la naissance des études orientales russes, s'attachant aux documents inédits auxquels il a accès avec une méthode rigoureuse de numismate et de philologue. On lui doit deux découvertes majeures : en 1724, il est le premier en Europe à avoir lié l’écriture koufique aux autres styles de cursives de l’arabe (nasḫī et autres), en étudiant 18 pièces de monnaie. Il est également le premier à avoir fait un lien entre les chiffres arabes et les chiffres indiens.
Il publie deux textes orientalistes d’importance avant sa mort prématurée :
- l’Histoire Généalogique des Turcs (Shajare-i Türk, Родословное древо турков) d’Abu’l-Ghāzi est traduite du tchaghataï  (Jaġatāy) [date ? 1re trad fr = 1726] ;
- la traduction en latin des Tables astronomiques d’Ulug Beg, présentée à l’Académie des Sciences.

## Sources
- (ru) Cet article est partiellement ou en totalité issu de l’article de Wikipédia en russe intitulé « Кер, Георгий Яковлевич » (voir la liste des auteurs).
- Ignati Kratchkovski, Očerki po istorii ruskoj arabistiki, Moscou et Léningrad, 1950, traduit en allemand par Otto Mehlitz sous le titre Die russische Arabistik : Umrisse ihter Entwicklung, Leipzig, Otto Harrassowitz, 1957, p. 42-44